# RadASM
RadASM es un IDE freeware para ensambladores de 32 bits para Windows. Está siendo escrito por Ketil Olsen (KetilO).

## Características
- Resaltado de sintaxis
- Buena integración de archivos de ayuda
- Proyectos (formato.rap propio)
- Editor de recursos
- Comandos make
- Ventana de salida
- Depuración integrada
- Personalización de IDE
- Macros, plantillas, snipples, enlaces de texto
- Soporte para Add-in
- Tutoriales

## Ensambladores soportados
- MASM
- FASM
- NASM
- HLA
- GoAsm

## IDEs de assembler alternativas
- Fresh
- AsmEdit
- WinAsm Studio
- EasyCode